# Fluorcarbonschnur
Eine Fluorcarbonschnur ist eine Vorfachschnur, die häufig beim Angeln eingesetzt wird, da sie sehr abriebfest ist und unter Wasser nahezu unsichtbar wird. Die Fluorcarbonschnur hat einen ähnlichen Lichtbrechungsindex wie Wasser. Somit wird das Licht nicht reflektiert, sondern scheint durch die Schnur und ist somit für den Fisch unter Wasser nicht oder nur sehr schlecht sichtbar. Die Dichte von Fluorcarbon beträgt 1,78 g/cm³.

## Herstellung
1972 wurde Fluorcarbon erstmals zur Herstellung von Angelschnüren verwendet. Als Basismaterial für die Herstellung von Fluorcarbon wird Polyvinylidenfluorid eingesetzt. Das Polyvinylidenfluorid wird erhitzt, durch Düsen gedrückt und anschließend auf große Spulen gespult.

## Verwendungszweck
Die Fluorcarbonschnur wird hauptsächlich als Vorfachmaterial eingesetzt. Da die Schnur relativ steif ist, würde sie in größeren Durchmessern von der Angelrolle springen. Ausnahme bilden hier sehr teure Hochleistungsschnüre, die so weich sind, dass man sie auch als Hauptschnur einsetzen kann. Speziell zum Schwarzbarsch angeln wird Fluorcarbon als Hauptschnur eingesetzt, da diese Fische sehr scheu sind. 
Ein weiterer Verwendungszweck ist das Kunstköderangeln. Hier wird an die meist polyfile (geflochtene) Angelschnur ein etwa ein Meter langes Stück zwischen Wirbel und Hauptschnur gebunden. Der große Vorteil hier ist, dass Fluorcarbon sehr abriebfest ist, wohingegen polyfile Schnur sehr empfindlich ist. Speziell beim Gummifischangeln am Rhein oder anderen großen Flüssen mit scharfkantigen Steinen ist Fluorcarbon die beste Wahl.
Ebenso kann Fluorcarbon beim Karpfen- und Fliegenfischen eingesetzt werden.
Auch Saiten für Ukulele, aber auch andere Zupfinstrumente wie Gitarre und Harfe, werden zunehmend aus Fluorcarbon angeboten. Diese erzeugen in der Regel einen brillanteren Klang als herkömmliche Saiten aus Nylon (Polyamid).

## Preis
Im Vergleich zu Polyamidschnüren sind Schnüre aus Polyvinylidenfluorid relativ teuer. Der Preis für 100 m Polyamid (normale Angelschnur) fängt ab etwa 0,99 € an. Schnüre aus Polyvinylidenfluorid (Fluorcarbon) hingegen kosten mindestens das Zehnfache.

## Nachteile
Eine Fluorcarbonschnur kann durch die Steifigkeit des Materials nicht so gut geknotet werden wie eine normale Angelschnur aus Polyamid. Außerdem hat Fluorcarbon eine geringere Knotenfestigkeit. Eine normale Angelschnur (Polyamid) mit dem Durchmesser von 0,18 mm kann etwa 3,6 kg tragen. Die besten Fluorcarboschnüre schaffen beim gleichen Durchmesser nur etwa 3,2 kg (jeweils ohne Knoten gemessen). Ein weiterer Nachteil ist der wesentlich höhere Preis.